# Receptory rozpoznające wzorce
Receptory rozpoznające wzorce, inaczej receptory rozpoznające patogeny, w skrócie PRR (z ang. pattern recognition receptors, pathogen recognition receptors) – rodzaj komórkowych receptorów, które mogą być wydzielane lub występują na powierzchni oraz w cytoplazmie komórek. Odgrywają one niezwykle ważną rolę w nieswoistym układzie immunologicznym organizmu. Dzięki tym receptorom organizm jest wyposażony w uniwersalny „system alarmowy” wykrywający bardzo odmienne drobnoustroje chorobotwórcze (bakterie G+, G-, wirusy, grzyby, pierwotniaki), wnikające do organizmu po przebyciu jego barier ochronnych. PRR uruchamiają sygnał prowadzący do zainicjowania reakcji odpornościowej, po wykryciu obecności „obcych” molekularnych wzorców charakterystycznych wyłącznie dla czynników chorobotwórczych.
Do specyficznych strukturalnych motywów w budowie określonych drobnoustrojów, które wykrywają receptory rozpoznające wzorce należą m.in.:
- na powierzchni wielu bakterii występują określone polisacharydy, np. mannany, które nie występują w organizmie gospodarza
- peptydoglikany wchodzą w skład ściany komórkowej bakterii, a nigdy nie występują w organizmach kręgowców
- kwasy nukleinowe – bakteryjne DNA zawiera specyficzne niemetylowane sekwencje CpG, które są obce kręgowcom; wirusowe dsRNA jest sygnałem do powstawania interferonów typu I
- białka (peptydami), w N-końcowej pozycji bakteryjnych białek występuje zwykle aminokwas N-formylometionina
- LPS, G- bakterie mają w swojej budowie endotoksynę lipopolisacharyd
- lipoproteinami, bakteryjne lipoproteiny
- glukany
- i chityna

Ekspresja PRR zachodzi zarówno w komórkach układu immunologicznego (komórkach dendrytycznych, makrofagach, monocytach, neutrofilach), jak i w komórkach nabłonkowych, komórkach śródbłonka i fibroblastach, a ich zadaniem jest wykrywanie dwóch rodzajów cząsteczek:
- pathogen-associated molecular patterns (PAMP), związanych z elementami licznych drobnoustrojów chorobotwórczych
- i damage-associated molecular patterns (DAMP), związanych z elementami komórek organizmu, które są uwalniane podczas uszkodzenia lub śmierci komórki

Receptory rozpoznające wzorce można podzielić na 3 podstawowe klasy:
- receptory wydzielane, do krwiobiegu i płynów tkankowych
- receptory powierzchniowe
- i receptory aktywujące komórki

Do receptorów wydzielanych należą przede wszystkim opsoniny, które wiążą się z antygenami i ułatwiają fagocytozę (np. białko wiążące mannozę i białka surfaktantu A i D, niektóre składniki układu dopełniacza).
Do receptorów uczestniczących w fagocytozie należą receptory zmiatacze (scavenger receptors) i receptory dla mannozy. Znajdują się na powierzchni komórek zdolnych do prezentacji antygenów (np. komórki dendrytyczne i makrofagi) i mają zdolność do bezpośredniego wiązania PAMP. Tam następuje ich pochłonięcie, proteoliza wewnątrzkomórkowa w endosomach, skąd trafiają na powierzchnię komórki APC (prezentującej antygen) wraz z cząsteczkami MHC II.
Trzeci rodzaj receptorów rozpoznających wzorce jest najbardziej powszechny, ponieważ znajdują się one również na wielu innych rodzajach komórek, np. komórki nabłonka jamy ustnej, przewodu pokarmowego i innych. Mają bardzo rozproszoną lokalizację i z reguły jako pierwsze alarmują organizm o zaistniałej infekcji. Mają zdolność do wydzielania β-defenzyn, mogą przez to samodzielnie wyeliminować niektóre drobnoustroje przez swoje silne właściwości bakteriobójcze i chemotaktyczne w stosunku do pozostałych komórek układu odpornościowego.
Z receptorami PRR wiążą się również endogenne ligandy (np. HSP60 – białko szoku cieplnego), ale uwalniane są one np. wskutek apoptozy (śmierci zaprogramowanej) komórek. Dzieje się tak np. po zmiażdżeniu/zranieniu tkanki → wstępna aktywacja i przygotowanie na ewentualne zakażenie, lub gdy zakażenie wywołuje drobnoustrój niemający PAMP, ale wywołujący martwicę tkanek.
Wśród PRR (receptorów rozpoznających wzorce) wyróżnia się kilka ich klas:
- receptory toll-podobne (TLR, od ang. toll-like receptors)
- receptory NOD-podobne (NLR, od ang. NOD-like receptors)
- receptory RIG-I-podobne (RLR, od ang. RIG-I-like receptors)
- receptory lektynowe typu C (CLR, od ang. C-type lectin receptors)